# لودمیلا تسوکانوا
لودمیلا تسوکانوا (انگلیسی: Ludmila Tsukanova؛ زادهٔ ۵ نوامبر ۱۹۸۲) بازیکن فوتبال اهل اتحاد جماهیر شوروی سوسیالیستی است.